# Micki y Maude
Micki & Maude (Micki y Maude y Mis dos mujeres en español) es una película de comedia dirigida por 	
Blake Edwards y protagonizada por Dudley Moore, Amy Irving y Ann Reinking.

## Argumento
Rob quiere tener un hijo, pero, Micki, su mujer, no lo desea por ser la secretaria de un político famoso que competirá en una campaña electoral. Un día Rob conoce a Maude y se siente atraído por ella. Rob mantiene una relación con Maude y ésta queda embarazada. Cuando Rob se decide a abandonar a su mujer no puede hacerlo, porque Micki también le anuncia que van a ser padres. Tampoco puede dejar a Maude, cuando le presenta a su padre que es el luchador profesional André el Gigante.
Rob tendrá que jalar hacia adelante con las dos relaciones sin que Maude sepa que, en realidad está casado con Micki, y sin que Micki sospechase siquiera que existe Maude. Una serie de compromisos y de escenas cómicas se presentan en esta película.

## Otros créditos
- Color: Metrocolor.
- Productor Asociado: Trish Caroselli.
- Productores Ejecutivos: Jonathan D. Krane y Lou Antonio.

## Premios
- La comedia ganó el Globo de Oro como la Mejor Comedia o Musical del año.
- Dudley Moore estuvo nominado también en los Globo de Oro como Mejor actor de comedia o musical.

### Curiosidades
- La hijastra de Edwards, Emma Walton (fruto del primer matrimonio de Julie Andrews), aparece en un pequeño papel en la película como la enfermera de Maude.